# FC Schalke 04 (E-Sport)
Der Fußballclub Gelsenkirchen-Schalke 04 e. V., allgemein bekannt als FC Schalke 04, ist ein deutscher Sportverein aus dem Gelsenkirchener Stadtteil Schalke, dessen E-Sport-Abteilung seit 2016 besteht.
Grundlage für die Gründung dieser Abteilung im Jahr 2016 war die Übernahme des League-of-Legends-Teams Elements. Damit war der FC Schalke 04 der erste klassische Sportverein, der ein E-Sport-Team gänzlich in seine Vereinsstrukturen eingebunden hat. 2018 kam es zur Ausgliederung der Abteilung in die FC Schalke 04 Esports GmbH. Ab 2019 nahm das Team an der League of Legends European Championship teil, die die European League of Legends Championship Series ablöste. Für den Startplatz wurden acht Millionen Euro bezahlt. Im Juni 2021 gab der Verein den Verkauf seines LEC-Startplatzes für 26,5 Millionen Euro an das Schweizer Team BDS zur Saison 2022 bekannt. In der Prime League, einer Liga für Deutschland, Österreich und die Schweiz, war er bis 2024 weiter aktiv.
Seit 2016 verfügt der Verein über ein FIFA-Team und von 2017 bis 2021 war er in Pro Evolution Soccer aktiv.
Tim Reichert war von 2016 bis 2017 Head of Esports und von 2017 bis 2021 Chief Gaming Officer.

## League of Legends

### Line-up
Das Line-up im Prime League Summer Split 2024 bestand aus.
| Nat.        | Name                                 | Position   | seit |
| ----------- | ------------------------------------ | ---------- | ---- |
| Kroatien    | Toni „Sacre“ Sabalic                 | Top Lane   | 2022 |
| Danemark    | Casper Bo "Cboi" Simonsen            | Jungel     | 2023 |
| Finnland    | Anselmi „Simpli“ Rintanen            | Mid Lane   | 2022 |
| Deutschland | Ömer "Peco" Türgüt                   | AD - Carry | 2023 |
| Schweden    | Elton Richie Garcia "Twiizt" Spetsig | Support    | 2023 |

### Platzierungen Prime League
| Saison                         | Platzierung    | Spiele | Gegner                      |
| ------------------------------ | -------------- | ------ | --------------------------- |
| Spring 2020                    | 1. Platz       | 14 - 4 |                             |
| Spring Playoffs 2020           | 1. Platz       | 3 - 1  | Mousesports                 |
| Spring EU Masters 2020         | Group Stage    | 4 - 2  |                             |
| Summer 2020                    | 2. Platz       | 12 - 6 |                             |
| Summer Playoffs 2020           | 2. Platz       | 0 - 3  | Mousesports                 |
| Summer EU Masters 2020         | Group Stage    | 2 - 4  |                             |
| Winter Cup 2020                | 2. Platz       | 2 - 3  | Mousesports                 |
| Spring 2021                    | 6. Platz       | 9 - 9  |                             |
| Spring Playoffs 2021           | 3. Platz       | 0 - 3  | Berlin International Gaming |
| Spring Play Inn EU Master 2021 | Knockout Stage | 2 - 0  | KVM                         |
| Spring EU Masters 2021         | Group Stage    | 2 - 4  |                             |
| Summer 2021                    | 10. Platz      | 5 - 13 |                             |
| Winter Cup 2021                | 3. Platz       | 1 - 3  | Mousesports                 |
| Spring 2022                    | 4. Platz       | 11 - 7 |                             |
| Spring Playoffs 2022           | 5. - 6. Platz  | 1 - 3  | Unicorns of Love            |
| Summer 2022                    | 4. Platz       | 12 - 6 |                             |
| Summer Playoffs 2022           | 2. Platz       | 1 - 3  | Unicorns of Love            |
| Summer EU Master 2022          | Group Stage    | 1 - 5  |                             |
| Spring 2023                    | 3. Platz       | 12 - 6 |                             |
| Spring Playoffs 2023           | 5. - 6. Platz  | 2 - 3  | Mousesports                 |
| Summer 2023                    | 6. Platz       | 9 - 9  |                             |
| Summer Playoffs 2023           | 5. - 6. Platz  | 0 - 3  | Berlin International Gaming |
| Spring 2024                    | 6. Platz       | 9 - 9  |                             |
| Spring Playoffs 2024           | 5. - 6. Platz  | 1 - 3  | Austrian Force              |
| Summer 2024                    | 2. Platz       | 12 - 6 |                             |
| Summer Playoffs 2024           | 2. Platz       | 1 - 3  | Unicorns of Love            |
| Summer EU Master 2024          | 9. - 16. Platz | 0 - 3  | Karmine Corp Blue           |

### Platzierungen LCS / LEC
| Saison      | Liga | Hauptrunde | Saisonabschluss                    |
| ----------- | ---- | ---------- | ---------------------------------- |
| Summer 2016 | LCS  | 8. Platz   | Abstieg in die CS                  |
| Spring 2017 | CS   | 1. Platz   | Niederlage im Playoff-Finale       |
| Summer 2017 | CS   | 2. Platz   | Aufstieg in die LCS                |
| Spring 2018 | LCS  | 8. Platz   |                                    |
| Summer 2018 | LCS  | 3. Platz   | Niederlage im Playoff-Finale       |
| Spring 2019 | LEC  | 7. Platz   |                                    |
| Summer 2019 | LEC  | 4. Platz   | Niederlage im Playoff-Halbfinale   |
| Spring 2020 | LEC  | 8. Platz   |                                    |
| Summer 2020 | LEC  | 6. Platz   | Niederlage in der 2. Playoff-Runde |
| Spring 2021 | LEC  | 4. Platz   | Niederlage in der 3. Playoff-Runde |
| Summer 2021 | LEC  | 10. Platz  |                                    |

Das Lineup im Summer Split 2021 bestand aus:
| Nat.        | Name                        | Position     | seit |
| ----------- | --------------------------- | ------------ | ---- |
| Deutschland | Sergen „Broken Blade“ Çelik | Top Lane     | 2021 |
| Niederlande | Thomas „Kirei“ Yuen         | Jungle       | 2021 |
| Deutschland | Erberk „Gilius“ Demir       | Jungle       | 2020 |
| Frankreich  | Ilias „Nuclearint“ Bizriken | Mid Lane     | 2021 |
| Slowakei    | Matúš „Neon“ Jakubčík       | AD-Carry     | 2020 |
| Kroatien    | Dino „Limit“ Tot            | Support      | 2021 |
| Kanada      | Dylan „Dylan“ Falco         | Head Coach   | 2019 |
| Belgien     | Nicolas „Atomium“ Farnir    | Team Manager | 2018 |

### Ehemalige Mitglieder
Ehemalige Mitglieder des Lineups sind:
- Etienne „Steve“ Michels (Top Lane, 2016)
- Lennart „SmittyJ“ Warkus (Top Lane, 2017)
- Tamás „Vizicsacsi“ Kiss (Top Lane, 2018)
- Andrei „Odoamne“ Pascu (Top Lane, 2019–2020)
- Erberk „Gilius“ Demir (Jungle, 2016)
- Jean-Victor „Loulex“ Burgevin (Jungle, 2017)
- Jonas „Memento“ Elmarghichi (Jungle, 2017 & 2019)
- Milo „Pride“ Wehnes (Jungle, 2018)
- Maurice „Amazing“ Stückenschneider (Jungle, 2018)
- Kim „Trick“ Gang-yun (Jungle, 2019)
- Lukas „Lurox“ Thoma (Jungle, 2020)
- Hampus „Fox“ Myhre (Mid Lane, 2016)
- Marcin „Selfie“ Wolski (Mid Lane, 2017)
- Marc Robert „Caedrel“ Lamont (Mid Lane, 2017)
- Erlend „Nukeduck“ Våtevik Holm (Mid Lane, 2018)
- Felix „Abbedagge“ Braun (Mid Lane, 2019–2021)
- Rasmus „MrRalleZ“ Skinneholm (AD-Carry, 2016)
- Elias „Upset“ Lipp (AD-Carry, 2017–2019)
- Konstantinos „Forg1ven“ Tzortziou (AD-Carry, 2020)
- Nihat „Innaxe“ Aliev (AD-Carry, 2020)
- Hampus „Sprattel“ Abrahamsson (Support, 2016)
- Oskar „Vander“ Bogdan (Support, 2017 & 2018)
- Tore „Norskeren“ Hoel Eilertsen (Support, 2017)
- Lee „IgNar“ Dong-geun (Support, 2019)
- Han „Dreams“ Min-kook (Support, 2020)
- Risto „Nukes“ Luuri (Support, 2020)
- Patrick „Nyph“ Funke (Head Coach, 2016)
- Michael „Veteran“ Archer (Head Coach, 2017)
- Mitch „Boris“ Voorspoels (Head Coach, 2018)
- Jacob „Maelk“ Toft-Andersen (Team Manager, 2016)
- Christopher „Patox“ Gellner (Team Manager, 2017)

## FIFA

### Aktuelles Lineup
Das aktuelle Lineup besteht aus:
| Nat.        | Name                       | Position     | seit |
| ----------- | -------------------------- | ------------ | ---- |
| Deutschland | Julius „Juli“ Kühle        | FIFA-Spieler | 2019 |
| Deutschland | Hasan „Hassoo“ Eker        | FIFA-Spieler | 2021 |
| Deutschland | Serhat „Serhatinho“ Öztürk | FIFA-Spieler | 2021 |

### Ehemalige Mitglieder
- Cihan „Cihan“ Yasarlar (FIFA-Spieler, 2016–2017)[14]
- Mario „Mario“ Viska (FIFA-Spieler, 2016–2017)[15]
- Lukas „Idealz“ Schmandt (FIFA-Spieler, 2016–2019)[16]
- Tim „Tim Latka“ Schwartmann (FIFA-Spieler, 2016–2021)[17]
- Philipp „Eisvogel“ Schermer (FIFA-Spieler, 2018–2019)[18]
- Michael „Deos“ Haan (FIFA-Spieler, 2018–2020)[19]
- Joe „JH7“ Hellmann (FIFA-Spieler, 2020–2021)[20]
- Joshua „Krone“ Begehr (Trainer, 2016–2017)[21]
- Christian „Chr1sK“ Knoth (Trainer, 2019–2020)[22]

### Erfolge
- FIFA Interactive World Cup Regional Finals 2017 (Cihan „Cihan“ Yasarlar)[23]
- Virtual Bundesliga 2016/17 (Cihan „Cihan“ Yasarlar)[24]
- ESL Frühlingsmeisterschaft 2017 (Cihan „Cihan“ Yasarlar)[25]
- NGL Championship 2018 (Tim „Tim Latka“ Schwartmann)[26]

## Pro Evolution Soccer

### Lineup
Das Lineup in der Saison 2020/21 bestand aus:
| Nat.        | Name                       | Position    | seit |
| ----------- | -------------------------- | ----------- | ---- |
| Deutschland | Mike „EL_Matador“ Linden   | PES-Spieler | 2018 |
| Deutschland | Mehrab „MeroMen“ Esmailian | PES-Spieler | 2019 |
| Rumänien    | Adrian „Urma“ Urma         | PES-Spieler | 2020 |

### Ehemalige Mitglieder
- Lennart „Lennao“ Albrecht (PES-Spieler, 2017)[27]
- Dennis „wide“ Winkler (PES-Spieler, 2018–2019)[28]
- Matthias „GoooL“ Winkler (PES-Spieler, 2018–2020)[29]
- Pejam „Payamjoon“ Zeinali (PES-Spieler, 2020)[29]

### Erfolge
- PES League National Finals 2019 (Matthias „GoooL“ Winkler)[30]